# Peebles (Ohio)
Peebles é uma vila localizada no estado norte-americano de Ohio, no Condado de Adams.

## Demografia
Segundo o censo norte-americano de 2000, a sua população era de 1739 habitantes.
Em 2006, foi estimada uma população de 1849, um aumento de 110 (6.3%).

## Geografia
De acordo com o United States Census Bureau tem uma área de
3,1 km², dos quais 3,1 km² cobertos por terra e 0,0 km² cobertos por água. Peebles localiza-se a aproximadamente 256 m acima do nível do mar.

## Localidades na vizinhança
O diagrama seguinte representa as localidades num raio de 24 km ao redor de Peebles.